# Shantaram
Shantaram är en roman från 2003 av Gregory David Roberts om en dömd australiensk bankrånare och heroinmissbrukares liv i Indien efter flykt från Pentridgefängelset. Romanen lovordas av många för sin livfulla skildring av tumultartade liv i Bombay.

## Sammanfattning
Shantaram är en roman som influerats av verkliga händelser i författaren och australiensaren Gregory David Roberts liv. År 1978 dömdes Roberts till ett 19-årigt fängelsestraff i Australien för en rad väpnade rån av hypoteksinstitut, kreditföreningar och affärer. I juli 1980 flydde han från Victorias Pentridge Prison i dagsljus och blev därmed en av Australiens mest efterspanade män de kommande tio åren. Huvudpersonen Lindsay (enligt boken Roberts falska namn) anländer till Mumbai med hjälp av ett falskt pass med namnet Lindsay Ford. Mumbai var tänkt att vara bara en mellanlandning på en resa som skulle ta honom från Nya Zeeland till Tyskland, men han bestämmer sig för att stanna i staden.
Lindsay möter snart en indisk man som hette Prabaker som han hyr som guide i staden. Prabaker blir snart hans vän och namnger honom Lin (Linbaba). Tillsammans besöker de Prabakers hemby, Sunder, där Prabakers mamma beslutar att ge Lin ett Maharashtriskt namn. Eftersom hon bedömer hans natur som välsignad med lugn lycka bestämmer hon sig för att kalla honom Shantaram, vilket betyder mannen av Guds frid. På vägen tillbaka till Mumbai blir Lin och Prabaker rånade. Rånad på alla sina ägodelar är Lin tvungen att leva i slummen där han kan gömma sig från myndigheterna.
Efter en massiv brand samma dag som han kommer till slummen sätter han upp en kostnadsfri vårdcentral som ett sätt att bidra till samhället. Han lär sig om den lokala kulturen och seder i den tätbefolkade miljön. Han lär känna och älska de människor han möter och lär sig även tala det lokala språket Marathi flytande. Han bevittnar kolerautbrott som han försöker bekämpa samt flera bränder i området. Han blir inblandad i handel med de spetälska och får erfarenheter av hur etniska och äktenskapliga konflikter kan lösas i detta tätbefolkade och mångsidiga samhälle. Romanen beskriver ett antal utlänningar av olika ursprung såväl som lokala indier och belyser den rika mångfalden av liv i Mumbai.
Lin förälskar sig i Karla, en schweizisk-amerikansk kvinna, blir vän med lokala konstnärer och aktörer som erbjuder honom roller som statist i flera Bollywood filmer samt rekryteras av Mumbais undre värld för olika kriminella verksamheter, bland annat narkotika- och vapenhandel. Lin hamnar till slut i Mumbais Arthur Road Prison. Där, tillsammans med hundratals andra fångar, uthärdar han brutal fysisk och psykisk misshandel från vakterna. Men tack vare skydd från den afghanska maffian, framförallt Don "Abdel Khader Khan", blir Lin utsläppt och börjar arbeta på svarta börsen med valutaväxling och passförfalskning. Efter att ha kajkat runt ända till Afrika på maffiauppdrag beger sig Lin till Afghanistan för att smuggla vapen till mujaheddin. När hans mentor Khan dödas drabbas han av dyster självinsikt och återvänder deprimerad till Indien. Han bestämmer sig för att kämpa för det han tror är rätt och leva ett hederligt liv. Berättelsen slutar med att han planerar att åka till Sri Lanka.